# Ylodes conspersus
Ylodes conspersus – gatunek owada z rzędu chruścików i rodziny Leptoceridae. Larwy prowadzą wodny tryb życia, budują przenośne domki ze spiralnie ułożonych fragmentów detrytusu.
Gatunek środkowoeuropejski, nie występuje w Skandynawii, na Bałkanach, Półwyspie Apenińskim, Iberyjskim, Islandii, larwy spotykane w roślinności rzek. Limnebiont charakterystyczny dla strefy elodeidowej oraz dla jezior o niższej trofii (m.in. jezior lobeliowych).
Larwy łowione w jeziorach lobeliowych Pojezierza Pomorskiego, występowały głównie w strefie elodeidów i izoetydach, wydaje się, że zastępuje się z Leptocerus tineiformis. Rozmieszczony raczej głębiej 2–4 m, także 7–8 m, rzadko płycej. Nie spotkano larw w jeziorach Pojezierza Mazurskiego. Licznie natomiast łowiono larwy na Pojezierzu Łęczyńsko-Włodawskim, w strefie elodeidów w jeziorze Piaseczno (mezotroficzne), na stanowisku psammolitoralowym oraz w litoralu zanikającym, zdecydowanie liczniej na większej głębokości (2–4 m). Preferuje wywłócznik i rogatek, sporadycznie znajdowany w moczarce oraz dnie niezarośniętym. Brak w strefie helofitów.
Występowanie stwierdzone w jeziorach Niemiec, w litoralu o charakterze oligotroficznym, jeziorach Łotwy, rzadko w zbiornikach doliny Wołgi.